# Menzan Zuihō
Menzan Zuihō (jap. 面山瑞方; ur. 1683, zm. 1769) – mistrz zen okresu Edo szkoły sōtō, reformator tradycji sōtō.

## Życiorys

### Wczesne lata
Urodził się w Ueki w powiecie Kamoto, w obecnej prefekturze Kumamoto na południowej wyspie Kiusiu. Już jako dziecko czytywał chińską klasykę i podstawowe buddyjskie teksty. Gdy miał lat 15, zmarła matka. W następnym roku, w dzień rocznicy jej śmierci, udał się na jej grób i ogolił głowę, wyrażając swoje pragnienie zostania mnichem. Początkowo jego ojciec nie chciał nawet o tym słyszeć, jednak w 1698 r. Menzan został wyświęcony przez Ryōuna Kohō, opata lokalnej świątyni Ryūchō. Podczas ceremonii ordynacyjnej otrzymał imię Zuihō, które zachował do śmierci.
Miasto Ueki znajduje się na zachód od dużej zatoki Ariake, która styka się półwyspem Nagasaki – tym samym był to bardzo aktywny rejon podatny na obce wpływy. Można było stąd podróżować do Chin, jednak ponieważ społeczność chińska ustanowiła własne świątynie, wielu japońskich mnichów przybywało tu, aby zobaczyć chiński buddyzm na własne oczy, który znany jest obecnie pod nazwą ōbaku. Nawet jego pierwszy nauczyciel Ryōun praktykował w młodości jako mnich ōbaku. Młodość Menzana przypadła na okres zmian różnych aspektów kultury japońskiej; dorastał w okresie ery Genroku (1688–1704, w której społeczeństwo Japonii żyło w pokoju, który sprzyjał rozwojowi sztuki. Równocześnie rozkwitały studia chińskiej myśli i studia filologiczne, co wykorzystywał w swojej pracy Menzan. Zmienił się również sposób produkcji książek, które drukowano szybko i tanio z drewnianych bloków jeszcze tego samego roku, kiedy zostały ukończone.
Po ordynacji Menzan praktykował u Ryōuna oraz studiował u innych nauczycieli. Czytał Zapiski Linjiego z nauczycielem rinzai z linii Myōshin-ji. Czytał także Sieć Brahmy z nauczycielem specjalizującym się w Winaji. Te dwa teksty będą pojawiać się w jego późniejszych wykładach. Również to, że jego nauczyciel i wielu innych praktykowało w Mampuku-ji, klasztorze Ōbaku, spowodowało jego krytykę tej tradycji, gdyż dla niego autorytetem był Dōgen.

### Praktyka u Sonnō Sōekiego
Kiedy Menzan zbliżał się do 20 roku życia, Ryōun udał się na emeryturę. Menzan udał się więc na Kinpōsan na tygodniowe odosobnienie aby kontemplować swój przyszły kierunek praktyki. W 1703 r. udał się do Edo, w którym spotkał kilka ważnych postaci szkoły sōtō, m.in. Dōhaku, który właśnie zwycięsko przeprowadził reformę przekazu dharmy. Pod koniec roku spotkał względnie nieznanego nauczyciela Sonnō Sōekiego i wkrótce zostawił innych wielkich nauczycieli i udał się za Sōekim do jego małej świątyni Taishin w Sendai.
Na decyzję tę wpłynęło zapewne to, że Sōeki był jednym z pierwszych nauczycieli, którzy podkreślali, iż kroczą drogą Dōgena i nie zetknęli się z tradycją ōbaku. Podczas pierwszego zimowego odosobnienia Menzan przyjął od niego zestaw wskazań (jap. daikai). Sōeki był często zapraszany do wygłaszania mów na różnych spotkaniach i Menzan towarzyszył mu, uważając, że jest to lepsza nauka niż studiowanie u wielu różnych nauczycieli.
Na początku 1705 r. Sōeki zdecydował się posłać Menzana do innych nauczycieli wszystkich linii przekazu we wschodniej Japonii. Pomimo młodego wieku Menzan był proszony w wioskach, które mijał, o wykłady. Tematem jego wykładów był m.in. tekst Dōgena Bendōwa (Rady dla studiujących Drogę). Był to jeden z jego tematów, które wykładał przez następne 60 lat; jego komentarz do tej pracy ukazał się drukiem tuż przed jego śmiercią. Inne wykłady dotyczyły Sutry sieci Brahmy oraz kōanów na przykładzie Wumenguan.
Po powrocie w pokoju opata Sōeki spytał Menzana: "Jeśli jakaś osoba spyta cię 'Co to jest?', jak odpowiesz?" Menzan odparł "Co to jest?" Sōeki kontynuował "Srebrna góra, żelazna ściana". Menzan odparł "Żelazna góra, srebrna ściana". Sōeki skłonił się i tak samo uczynił Menzan. Sōeki dał Menzanowi potwierdzenie oświecenia. Menzan studiował użycie klasycznych kōanów przez całe swoje życie i w jego własnej praktyce odgrywały one wielką rolę.
Pomimo choroby Sōeki poprowadził letnie odosobnienie, na którym czytano (ze względów grzecznościowych, bowiem obecny był mnich rinzai) Linji lu (Zapiski Linjego). Przed końcem odosobnienia mistrz przeprowadził ceremonię przekazu Dharmy dla Menzana. Menzan miał teraz status ordynowania swoich własnych uczniów oraz zastania opatem swojej własnej świątyni. Wkrótce potem Sōeki zmarł; Menzan pozostał z tego powodu w świątyni jeszcze przez dwa miesiące.

### Lata wędrówek i długich odosobnień
Menzan udał się do Edo, gdzie mógł zamieszkac w domu Ōtomo Inaby no kami Yoshisaty, który należał do rodziny pana Bungo na Kyushu. Prawdopodobnie Ōtomo stał się czymś w rodzaju patrona Menzana. Menzan spotykał się mnichami różnych linii przekazu oraz zbierał pieniądze na portret Dōgena, który chciał wydrukować i rozprowadzać. Sōeki przed śmiercią zobowiązał go do przeprowadzenia 1000-dniowego odosobnienia poświęconego medytacji i czytania Shōbōgenzō.
W wiosce Hashima na południowy zachód od Edo rozpoczął tygodniowe wykłady na temat sutry lotosu a następnie przewodniczył zgromadzeniu przyjmowania wskazań połączonych z przyjęciem Trzech schronień. Dzięki użyciu uniwersalnych wskazań wraz z wykładami na temat Sutry Lotosu, mógł poprowadzić wieśniaków bliżej do buddyzmu i swoich nauk, bez zakłócenia przynależności do szczególnej świątyni i jej linii nauczania. Było to pierwsze z jego wielu późniejszych zgromadzeń przyjmowania wskazań, z tym, że następne prowadził już zgodnie ze specyfiką linii przekazu sōtō. Ponieważ wójt wioski i dziesięciu jej mieszkańców zobowiązali się dostarczać mu pożywienia podczas 3-letniego odosobnienia, powrócił jeszcze do Edo przedyskutować swoje plany z Ōtomo. Odwiedził także nauczyciela Winaji oraz przyjął ezoteryczne wskazania samaya od nauczyciela shingon nazwiskiem Kisan Biku. W podzięce nauczył go znaczenia siedzącej medytacji w duchu szkoły sōtō.
Czwartego miesiąca 1706 r. rozpoczął w Rōbai-an trzyletnie odosobnienie. Czytał Shōbōhenzō na przemian z medytacją. Ktoś sześć razy w miesiącu przychodził ogolić mu głowę i przeprowadził także ceremonie ordynacyjne (jap. tokudo) dla kilku ludzi. Miał także kilka wizyt poświęconych dyskusji o buddyzmie. W połowie jego odosobnienia pojawił się mnich z Edo, który zaczął żebrać w okolicy o żywność dla Menzana.
W 1709 r. zakończył odosobnienie. Rozpoczął wygłaszać wykłady w różnych miejscach i kontynuował pisanie i czytanie w bibliotekach klasztornych. Rozpoczął także swój życiowy projekt przeczytania 100 tomów Sutry Mahapradżniaparamity. Kilkakrotnie spotkał się z Dōhaku, który zachęcił go do napisania swojej pierwszej pracy Eihei Kaisan Oshō jitsu roku (Zapiski z działalności założyciela Eihei). Praca ta została wydrukowana w 1710 r..
W 1711 r. odbył letnie odosobnienie w Kūin-ji w mieście Obama w dzisiejszej prefekturze Fukui. Później ten klasztor stanie się jego główną świątynią. Po zakończeniu odosobnienia udał się po raz pierwszy do Eihei-ji. Następnie powrócił do Rōbai-an i zaczął studia nad Eihei kōroku, chińskojęzycznym zbiorem formalnych mów Dharmy Dōgena. Udał się także na Kyushu, aby zatroszczyć się o swojego ojca, a po jego śmierci powrócił do rejonu Kansai, gdzie jako kapłan wziął udział w pogrzebie Dōhaku w 1715 r. Następnie (spełniając przedśmiertne życzenie ojca) odbył roczne odosobnienie w Rōbai-an. Zbudował wtedy stupę z kamieni; każdy kamień reprezentował jeden znak z Sutry Lotosu.

### Opat Zenjō-ji i Kūin-ji
W roku 1717 Menzan otrzymał list będący zaproszeniem do objęcia stanowiska opata Zenjō-ji, gdzie jego nauczyciel ordynacyjny był uprzednio opatem. Menzan przyjął stanowisko i udał się do Eihei-ji na wymaganą honorową ceremonię (jap. zuise), a następnie do Kioto na ceremonię na cesarskim dworze. Jego zainstalowanie się jako opata nie przebiegło jednak pomyślnie (prawdopodobnie nie zebrał wystarczającej sumy) więc musiał spędzić zimę w pobliskim klasztorze. Wiosną udał się do Kioto, gdzie zawiadomiono go o wsparciu udzielonym mu przez obecnego opata Zenjō-ji oraz także przez dwóch poprzednich opatów. Tym razem objął to stanowisko bez problemów.
Menzan był opatem przez 12 lat. Nauczał i odnawiał świątynie i klasztory w regionie. Prowadził wykłady na takie tematy jak Linji lu i Sutra ołtarzowa. W wielu przypadkach wykłady i rysunki zostały potem wykorzystane w jego późniejszych publikacjach. Przyciągał publiczność z całego spektrum buddyjskich linii przekazu, nie tylko wyznawców tradycji sōtō. Np. w 1720 r. prowadził wykłady z Linji lu zarówno dla mnichów rinzai, jak i dla ōbaku i sōtō. W tym samym roku dla wiernych Czystej Krainy wygłosił wykład na temat Sutry Lotosu. Przeprowadzał również ceremonie wskazań dla ludzi świeckich. Ukończył także jeden ze swoich głównych projektów, który dotyczył znaczenia i historii wskazań ordynacyjnych. Ta szczegółowa praca w trzech tomach została wydana dopiero 20 lat później. Napisał także pracę Samadhi Buddy, względnie nieformalną pracę wychwalającą sposób medytacji Dōgena. Została ona wydana przez świeckiego wyznawcę.
Ponieważ świątynia Menzana znajdowała się w pobliżu Nagasaki, utrzymywał on przyjacielskie stosunki ze szkołą ōbaku, nawiązane jeszcze przez jego nauczyciela ordynacyjnego. W 1725 r. odbył nawet podróż do Nagasaki, aby zapoznać się ze zwyczajami chińskich mnichów.
W 1728 r. został zaproszony do objęcia stanowiska opata w klasztorze Kūin (gdzie spędził jedno z odosobnień 17 lat temu). Menzan zgodził się i Kūin-ji stał się jego domem już do końca życia. Klasztor ten miał bardziej aktywny rozkład odosobnień oraz znajdował się bliżej Eihei-ji oraz Kioto, tradycyjnej stolicy i ośrodka drukarstwa. Jego audiencja składała się z pewnością z ludzi, którzy mieli związki z drukarniami w Kioto, o czym świadczy zalew jego drukowanych prac, które pojawiły się na rynku w ciągu kilku następnych dekad. Po ceremonii instalacyjnej w klasztorze, na którą przybyli przedstawiciele ok. czterdziestu świątyń regionu, Menzan udał się na letnie odosobnienie. Po raz pierwszy poprowadził wykłady na temat rozdziału "Ango" z Shōbōgenzō Dōgena, który zajmuje się znaczeniem sesji praktyki. Udał się także do Eihei-ji, gdzie otrzymał szatę świadczącą o jego wysokiej randze. Poznał wtedy nowego opata tego klasztoru Taikyo Katsugena (zm. 1736), który do swojej śmierci wspierał Menzana. Menzan odbywał także podróże w poszukiwaniu manuskryptów Dōgena oraz innych autorów szkoły sōtō. Zajmował się wtedy głównie klasztornymi regułami.
Menzan pragnął zmiany nazwy z "hali medytacji" (tak nazywali budynek mnisi ōbaku) na "halę mnisiej praktyki". Nazywał to "powrotem do drogi Dōgena". W tym systemie, który zaobserwował Dōgen w Chinach epoki Song, mnisi jedli, spali i medytowali właśnie w mnisich halach. Natomiast praktyka w Chinach współczesnych epoki Ming używała oddzielnych budynków dla różnych działalności, co naśladowali chińscy mnisi ōbaku. Menzan opisał to wszystko, zauważając, że ze wszystkich ważnych klasztorów miejskich, tylko Tōfuku ma wciąż mnisią halę w starym stylu. Po roku, gdy powrócił do Kūin-ji, natychmiast rozpoczął zmianę hali w "mnisią halę praktyki". W 1737 r. poprowadził już odosobnienie w starym stylu. Szkoła sōtō zaakceptowała te zmiany, chociaż wiązało się to z rekonstrukcją praktyki według jego odczytania pism Dōgena oraz własnych idei Menzana, bowiem Dōgen nie pozostawił drobiazgowych opisów wszystkich codziennych działań w klasztorze. Menzan spodziewał się, że zmiany te przeprowadzi także i główny klasztor szkoły Eihei, niestety opat Katsugen, który stał za tymi zmianami, zmarł w 1736 r. Po jego śmierci rozwinęła się dyskusja, która w kulminacyjnym momencie prawie sparaliżowała główne ośrodki klasztorne. Wizja Menzana została zrealizowana i stała się standardem dopiero w 1804 r..
Menzan otrzymał ofertę objęcia stanowiska opata Kasuisai i Kōshō-ji, które były głównymi klasztorami z potężnymi koneksjami politycznymi, ale odrzucił ją. Jedną z najważniejszych działalności tego okresu była obrona wcześniejszych reform Manzana Dōhaku (1636–1741) i innych. Atakował ich Tenkei Denson (1648–1753), nawet jeśli reformy były zatwierdzone przez rząd. Te kłótnie toczyły się właściwie do samego końca okresu Tokugawy i nawet dziś są niezwykle delikatnym tematem w szkole sōtō.

### Okres odosobnienia naukowego
W 1741 r. Menzan oddał prowadzenie Kūin-ji w ręce Katsudō Fukana (bd) i przeniósł się do małej świątyni odosobnieniowej Eifuku, aby poświęcić się pracy pisarskiej. Zapewne z braku politycznych koneksji, nie mógł przekazać tego klasztoru swojemu uczniowi, tak jak to zrobił w Zenjō-ji. Ostatecznie jednak te świątynne linie przekazu powróciły do jego linii i obecnie wszystkie te świątynie mają opatów, których linie pochodzą właśnie od Menzana.
Postępowały jego prace nad różnymi projektami. W 1754 r. opublikował popularną biografię Dōgena Poprawione i poszerzone zapiski Kenzeia, w której wykorzystał jako podstawę tekst czternastego opata Eihei-ji - Kenzeia (1415–1474). Po raz pierwszy społeczność sōtō otrzymała dostępną historię życia założyciela tej szkoły, o którym wówczas prawie nic nie wiedziano. Książka ta była często wznawiana, a w 1806 r. wydanie ozdobiono ilustracjami.
W ciągu tego okresu Menzan napisał także Tendō Nyojō Zenji anroku (Zapis działalności nauczyciela chan Tiantonga Rujinga), biografię nauczyciela Dōgena. Wydał także Hōkyōki (Zapiski z ery Baoqing) (okres Dōgena w Chinach oraz studia z Rujingiem). Kontynuował badania nad Shōbōgenzō oraz publikował komentarze do krótszych prac Dōgena. Wydał komentarze Fukan zazengi monge oraz Zazenshin monge do tekstów Dōgena o siedzącej medytacji.
W 1748 r. opublikował pracę z 1724 dotyczącą wskazań właściwych dla linii Dōgena Busso shōden daikai ketsu (Nauki właściwie przekazywanych wielkich wskazań Buddów i przodków). Potem opublikował jeszcze cztery teksty na temat wskazań. Pewne własne idee oraz własne komentarze na tematy związane ze wskazaniami nie były dobrze przyjmowane przez większość opatów sōtō. Jego nastawienie do tego problemu przedstawił w swojej pracy Jakushū Eifuku Oshō sekkai (Kazania ze zgromadzeń wskazań), która była zbiorem jego wykładów z 1752 r. podczas 7-dniowego zgromadzenia wskazań, w którym wzięło udział 600 osób, mnichów i mniszek oraz męskiego i żeńskiego laikatu. Ostatecznie jego bardzo wyważona, "centrowa" interpretacja przegrała z bardziej radykalną interpretacją Banjina Dōtana (1698–1775).
Dokończył także swój projekt Daihannyakyō chikukan keisan (Wiersze do rozdziałów z sutry Mahapradźniaparamity) (były to jego wiersze do 600 rozdziałów tej sutry) i wydał tę pracę w 1756 r.
W 1758 r. zakończył swoją pracę nad Shōbōgenzō, a która rozpoczął w 1706 r. Druk jego potężnego dzieła Źródło cytowanych tekstów w Shōbōgenzō rozpoczął się w 1759 r.

### Ostatnia dekada
Pod koniec lat 1750. Menzan spędzał wiele czasu jako gość w różnych miejscach Kioto, m.in. w jednej z podświątyń wielkiego klasztoru rinzai Kennin. Kontynuował publikowanie krótkich prac na temat wskazań i ordynacji, komentarzy do niezależnych prac Dōgena, takich jak Gakudō yōjinshū monge i Tenzo kyōkun monge. Przewodniczył corocznym zgromadzeniom wskazań w Edo lub Kioto, dając wskazania kilkuset osobom naraz.
Rozpoczął także prace nad klasycznymi chińskimi tekstami chanu. Szczególnie interesowały go kolekcje komentarzy kōanowych. W 1758 r. opublikował Shisshū kobutsu juko shōtei (Wyjaśnienia do starych przypadków przedstawionych przez Dawnego Buddę z prowincji Xi), komentarz do wielkiej klasycznej kolekcji stu dawnych przypadków Hongzhi Zhengjuego (1091–1157), czyli Congronglu.
W 1763 r. został zaproszony do głównego klasztoru Edo Seishō na 6-tygodniowy cykl wykładów poświęconych Hongzhiemu i jego zbiorowi kōanów. Uczęszczało na nie 600 osób w tym 50 opatów ze świątyń z rejonu Edo. Mimo jego pozycji Wyjaśnienia do starych przypadków przedstawionych przez Dawnego Buddę z prowincji Xi nie zostały włączone do współczesnych zbiorów sōtō. To samo stało się z jego komentarzem Shisshū kobutsu juko shōtei (Objaśnienia do stu dawnych przypadków mistrza chan Huedou Xiana) - mimo jego licznych wznowień - do stu kōanów Xuedou Chongxiana (980-1052) znanych jako Księga Błękitnej Skały. Jedną z przyczyn tego może być stanowcza sekciarska polityka szkoły sōtō, która w XIX w. odrzuciła stosowanie kōanów.
Menzan pisał do końca swojego życia. Na kilka miesięcy przed śmiercią napisał jeszcze pracę Shinse ron (O donacjach wiernych), krótki tekst o wadze wdzięczności mnichów za dary ofiarowane przez laików.
Mistrz spędzał większość czasu w Kioto, zamieszkując w tak znanym klasztorze tradycji rinzai jak Nanzen-ji lub w innych mniej sławnych klasztorach sōtō. W dziewiątym miesiącu 1767 r., gdy przebywał w Seirai-in (podświątyni Kennin-ji) zaczął podupadać na zdrowiu. Jego ostatnie publiczne wystąpienie poświęcone było kazaniu na temat przyczynowości. Napisał swój testament i mimo próśb uczniów o ostatnie słowa już się nie odezwał.
Został skremowany w Kioto, a prochy zostały rozdzielone pomiędzy Eifuku-an, Kūin-ji i Zenjō-ji (na Kyushu).

## Znaczenie mistrza
Menzan dał formalny przekaz Dharmy dwudziestu siedmiu swoim uczniom, co umożliwiło im ordynowanie swoich własnych uczniów i zajmowanie stanowisk opatów. Około połowa jego uczniów zmarła przed nim. Prawdopodobnie jedynie Dōhaku miał więcej spadkobierców, a tylko garstka innych mistrzów sōtō zbliżyła się do połowy spadkobierców Menzana. Żaden z jego spadkobierców nie napisał niczego. Dopiero Fuzan Gentotsu (zm. 1789), spadkobierca głównego ucznia Menzana – Kōdy Soryō, napisał dziewięć dzieł.
Po jego śmierci jego uczniowie zaczęli gromadzić teksty przez niego napisane i w cztery lata później (1773 r.) wydano 26-tomowy zbiór jego prac Eifuku Menzan Oshō kōroku (Poszerzony wybór pism Menzana).
Łącznie jego dzieło składa się ze 109 tytułów w 281 tradycyjnych tomach (jap. maki). Za jego życia wydrukowano 55 prac, a 4 w ciągu kilku lat po śmierci. Jego współczesny zbiór zawiera ponad 3100 stron i to nie licząc jego komentarzy kōanowych z ostatniego okresu życia. Poza Dōgenem i Keizanem nikt nawet się nie zbliżył w szkole sōtō do Menzana. Co więcej, jego prace dotyczą niemal wszystkich aspektów zenu sōtō. Jego prace rozpoczęły studia doktrynalne (jap. shūgaku) w szkole sōtō. Jedynym mnichem zen, z którym da się go porównać jest mistrz zen szkoły rinzai – Mujaku Dōchū (1653–1745). Obaj mieli podobne metody pracy i szkoda, że nigdy się nie spotkali i nie wymienili się ideami.
Menzan uważał, że prawdziwym autorytarnym źródłem były teksty Dōgena i sprzeciwiał się braniu współczesnej praktyki za wzór. Podkreślał także, że dawne teksty powinny być czytane i rozumiane bezpośrednio. Nie polegał na poglądach współczesnych mistrzów zen oraz unikał wszelkich komentarzy. Studiował jednak u wielu nauczycieli, chociaż czcił mistrza jego własnej linii przekazu Sonnō Shūekiego (1649–1705). Nie polegał ani na zwyczajowych praktykach, ani na ustnie przekazywanej wiedzy, nawet jeśli nauczyciele zapewniali, że tylko przekazują nauki Dōgena. Menzana można zatem uważać za założyciela nowej tradycji, która czerpała swój autorytet z tekstualnych komentarzy i wiedzy, a nie z dawno ustalonych zwyczajów i rytuałów.
Jego wpływ nie pochodził jednak tylko z jego opublikowanych prac, lecz również z całego szeregu jego publicznych wykładów, przewodniczenia w szesnastu zgromadzeniach wskazań, udzielenia rad świeckim wyznawcom, którzy przychodzili do niego oraz prowadzenia klasztornych odosobnień przez całe swoje życie jako opata.
Jego prace o Dōgenie pozwoliły na zrozumienie pism założyciela sōtō i wprowadziły uczoną i filologiczną metodę do studiów; jego podejście ustaliło ton studiów sōtō, który jest kontynuowany do dziś.
Prace literackie
- Biografia 桃水雲渓 Unkei Tōsui (1612-1683). Wyd. jako Letting Go: The Story of Zen Master Tōsui w tłum. i ze wstępem Petera Haskela.
- Jijuyū-zanmai

## Linia przekazu Dharmy zen
Pierwsza liczba oznacza liczbę pokoleń od Pierwszego Patriarchy chan w Indiach Mahakaśjapy.
Druga liczba oznacza liczbę pokoleń od Pierwszego Patriarchy chan w Chinach Bodhidharmy.
Trzecia liczba oznacza początek nowej linii przekazu w Japonii.
- 51/24. Tiantong Rujing (1163–1228)
  - 52/25/1. Eihei Dōgen Kigen (1200–1253) Japonia. Szkoła sōtō
    - 53/26/2. Eihei Koun Ejō (1198–1280) (Eiheiji)
      - 54/27/3. Daijo Tettsū Gikai (1219–1309) (Daijōji)
        - 55/28/4. Eiko Keizan Jōkin (1267–1325) (Daijōji)
          - 56/29/5. Soji Gasan Jōseki (1275–1365)
            - 57/30/6. Mutan Sokan (zm. 1387)
            - 57/30/6. Daitetsu Sōrei (1333–1408)
            - 57/30/6. Jippō Ryōshū (1318–1405)
            - 57/30/6. Gennō Shinshō (1325–1396)
            - 57/30/6. Mugai Enshō (1311–1381)
              - 58/31/7. Mujaku Myōyō (1333–1393)

            - 57/30/6. Mutei Ryōshō (1312–1361)
              - 58/31/7. Gessen Ryōin (1319–1400)
              - 58/31/7. Dōsō Dōai (zm. 1379)

            - 57/30/6. Tsūgen Jakurei (1322–1391)
              - 58/31/7. Sekioku Shinryō (1345–1432)
              - 58/31/7. Rōan Emyō (1337–1411)
                - 59/32/8.
                  - 60/33/9. Gekkō Shōbun (zm. 1462)
                    - 61/34/10. Ichishū Shōi (1416–1487)
                      - 62/35/11. Don’ei Eō (1424–1504)

            - 57/30/6. Taigen Sōshin (zm. ok. 1371) (Butsudaji)
              - 58/31/7. Baisan Monpon (zm. 1417) (Ryūtakuji)
                - 59/32/8. Ketsudō Nōshō (1355–1427)
                  - 60/33/9. Nan’ei Kenshū (1383–1459)
                    - 61/34/10. Kokai Chūsan
                      - 62/35/11. Tokugaku Shūkin
                        - 63/36/12. Taian Bonshu
                          - 64/37/13. Shingan Seisatsu
                            - 65/38/14. Kogō Shūgen
                              - 66/39/15. Tensho Zuigen
                                - 67/40/16. Daikō Genka
                                  - 68/41/17. Genan Shushin
                                    - 69/42/18. Tōsan Zentetsu
                                      - 70/43/19. Reian Sōju
                                        - 71/44/20. Shō’oku Seikichi
                                          - 72/45/21. Kyūsan Kōten
                                            - 73/46/22. Rinan Kōkin
                                              - 74/47/23. Tenkoku Ryubon
                                                - 75/48/24. Zaichi Keizon
                                                  - 76/49/25. Shungan Kei’itsu
                                                    - 77/50/26. Gakushū Sonitsu
                                                      - 78/51/27. Kasan Dō’etsu
                                                        - 79/52/28. Sonno Shūeki (Sōseki) (1649–1705)
                                                          - 80/53/29. Menzan Zuihō (1683–1769)
                                                            - 81/54/30. Teijitsu (bd) mniszka, była opatem Hakuju-an
                                                            - 81/54/30. Kōda Soryō (1702–1779)
                                                              - 82/55/31. Fuzan Gentotsu (zm. 1789)